# Ксиелоидные
Ксиелоидные (лат. Xyeloidea) — надсемейство перепончатокрылых насекомых из группы пилильщиков. Включает более 200 видов.

## Значение
Фитофаги, многие виды являются вредителями сельскохозяйственных и лесных культур.

## Распространение
Распространены в бореальной части Северного полушария.

## Классификация
Семейство Anaxyelidae ранее также относилось к ксиелоидным.
- Xyeloidea
  - Xyelidae Newman, 1835 — 54 рода и более 150 видов
    - Archexyelinae — 14 родов и 29 видов
    - Macroxyelinae — 22 рода и 45 видов
      - Macroxyelini
        - Macroxyela
        - Megaxyela

      - Xyeleciini
        - Xyelecia

    - Madygellinae — 2 рода и 2 вида
    - Xyelinae — 16 родов и 77 видов
      - Pleroneurini
      - Xyelini

  - Xiphydriidae — 29 родов и более 140 видов
    - Cingalixiphia Maa, 1949
    - Dryxiphia Maa, 1949
    - Euxiphydria Semenov & Gussakovskij, 1935
    - Konowia Brauns, 1884
    - Xiphydria Latreille, 1802
    - Xiphydriola Semenov-Tian-Shanskij, 1921